# Gouvernement Porfirio Díaz
Cet article présente la composition du gouvernement mexicain sous le président Porfirio Díaz, il est l'ensemble des secrétaires du gouvernement républicain du Mexique. Il est ici présenté dans l'ordre protocolaire. Actuellement les membres du gouvernement exécutif du Mexique ne prennent pas le titre de ministre mais celui de secrétaire.

## Liste des secrétaires
| Première Administration - Secrétaire du Gouvernement du Mexique - (1876 - 1877) : Protasio Tagle - (1877 - 1879) : Trinidad Garcia Brito - (1879 - 1880) : Eduardo Pankhurst - (1880 - 1880) : Felipe Berrilozabal - Secrétaire des Relations Extérieures du Mexique - (1876 - 1878) : Ignacio Luis Vallarta - (1878 - 1878) : José María Malta - (1878 - 1879) : Eleuterio Ávila - (1879 - 1880) : Miguel Ruelas - Secrétaire de la Justice du Mexique - (1876 - 1877) : Ignacio Ramirez - (1877 - 1879) : Proteasio Tagle - (1879 - 1880) : Ignacio Mariscal - Secrétaire de la Promotion du Mexique - (1876 - 1880) : Vicente Riva Palacio - Secrétaire de la Guerre et de la Marine du Mexique - (1876 - 1878) : Pedro Ogazón - (1878 - 1879) : Manuel González - (1879 - 1880) : Carlos Pacheco - Secrétaire des Finances du Mexique - (1876 - 1877) : Justo Benítez - (1877 - 1877) : José María Mata - (1877 - 1877) : José de Landero y Cos - (1877 - 1879) : Matías Romero (en) - (1879 - 1879) : Hipólito Ramírez - (1879 - 1880) : Trinidad García - (1880 - 1880) : Manuel J. Toro Deuxième Administration - Secrétaire du Gouvernement du Mexique - (1884 - 1895) : Manuel Romero Rubio - (1895 - 1903) : Manuel González Cosío - (1903 - 1911) : Ramón Corral - Secrétaire des Relations Extérieures du Mexique - (1884 - 1885) : José Fernández - (1885 - 1910) : Ignacio Mariscal - (1910 - 1910) : Federico Gamboa - (1911 - 1911) : Enrique C. Creel - (1911 - 1911) : Victoriano Salado Álvarez - (1911 - 1911) : Francisco León de la Barra | - Secrétaire de la Justice et de l'Instruction Publique du Mexique - (1884 - 1901) : Joaquín Baranda - (1901 - 1905) : Justino Fernández - Secrétaire de la Justice du Mexique - (1905 - 1911) : Justino Fernández - (1911 - 1911) : Demetrio Sodi - Secrétaire de l'Instruction Publique du Mexique - (1905 - 1911) : Justo Sierra Méndez - (1911 - 1911) : Jorge Vera Español - Secrétaire de la Promotion, de la Colonisation et de l'Industrie du Mexique - (1884 - 1891) : Carlos Pacheco - (1891 - 1900) : Manuel Fernández Leal - (1900 - 1903) : Leandro Fernández Ímaz - (1903 - 1905) : Manuel González Cosio - (1905 - 1906) : Blas Escontría - (1906 - 1911) : Olegario Molina Solís - (1911 - 1911) : Manuel Marroquín y Rivera - Secrétaire de la Guerre et de la Marine du Mexique - (1884 - 1896) : Pedro Hinojosa - (1896 - 1900) : Felipe Berriozabal - (1900 - 1902) : Bernardo Reyes - (1902 - 1903) : Juan Villegas - (1903 - 1905) : Francisco Z. Mena - (1905 - 1911) : Manuel González Cosio - Secrétaire des Finances du Mexique - (1884 - 1891) : Manuel Dublán - (1891 - 1892) : Benito Goméz Farías - (1892 - 1893) : Matías Romero (en) - (1893 - 1911) : José Yves Limantour - Secrétaire des Communications et des Œuvres Publiques du Mexique - (1891 - 1895) : Manuel González Cosio - (1895 - 1903) : Francisco Z. Mena - (1903 - 1911) : Leandro Fernández Ímaz - (1911 - 1911) : Norberto Domínguez - Procureur général de la République du Mexique - (1900 - 1911) : Rafael Rebollar |